# 邓志伟 (摔跤运动员)
邓志伟（1988年2月1日—），中国男子摔跤运动员，2018年世界摔跤锦标赛男子自由式125公斤级银牌得主、2018年亚洲运动会男子自由式125公斤级银牌得主、2019年世界摔跤锦标赛男子自由式125公斤级铜牌得主。